# Velika vlada
Velika vlada ili krupna vlada  je izraz, u pravilu pogrdan, koji rabe sljedbenici konzervativnih, liberalnih i libertarijanskih ideologija kako bi opisali fenomen, odnosno trendove sve veće uloge i opsega države u modernim društvima, kao i negativne posljedice koje se uz to vezuju, kao što su birokratizam, ograničavanja ljudska prava i sve veća i nesnosnija porezna opterećenja od kojih se financira državni aparat.